# Nonnula rubecula
La monjilla  macurú, también macurú común, chacurú chico, chacurú enano, monjita chica, juan feo, monjita de pecho rojizo o  nonula pechirrojiza (Nonnula rubecula), es una especie de ave piciforme de la familia Bucconidae. Se distribuye por Argentina, Brasil, Colombia, Ecuador, Guayana Francesa, Paraguay, Perú, Surinam, y Venezuela.

## Hábitat
Vive en el estrato medio del bosque, en tierras bajas.

## Taxonomía
Tiene descritas siete subespecies:
- N. r. simulatrix Parkes, 1970 - Sureste de Colombia y noroeste de Brasil.
- N. r. duidae Chapman, 1914 - Este de Venezuela (norte del río Orinoco).
- N. r. interfluvialis	 Parkes, 1970 - Sur de Venezuela (sur del río Orinoco) y norte de Brasil.
- N. r. cineracea Sclater,PL, 1881 - Noreste de Ecuador, noreste de Perú y oeste de Brasil.
- N. r. tapanahoniensis Mees, 1968 - Sur de las Guayanas y norte de Brasil.
- N. r. simplex Todd, 1937 - Norte de Brasil.
- N. r. rubecula (Spix, 1824) - Este y sureste de Brasil, este de Paraguay, y noreste de Argentina.

## Descripción
Es un pájaro pequeño, que mide unos 14 cm de longitud. De plumaje uniforme de tonos parduscos, con el vientre blanquecino y el pecho color canela. Tiene un anillo ocular blanco. El pico es gris negruzo, y es largo fino y ligeramente curvo. Se parece bastante a la monjilla canela (Nonnula brunnea).

## Alimentación

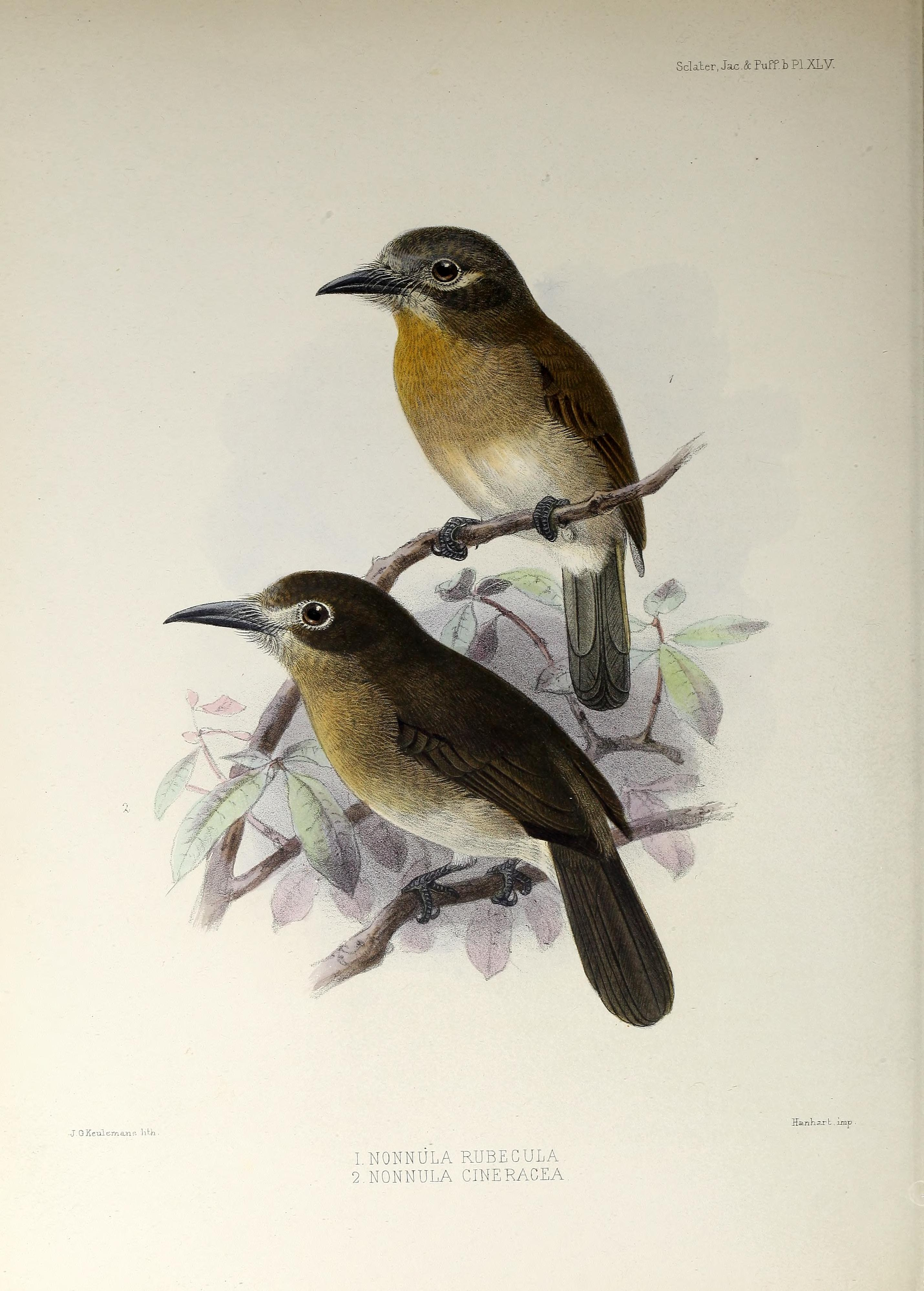
Ejemplares de Nonnula rubecula en una ilustración de 1882.

Se alimenta de insectos y sus larvas y de otros artrópodos pequeños.

## Reproducción
La hembra pone 2 o 3 huevos blancos brillantes en una cámara de incubación cavada en ondulaciones del suelo o barrancos, o en huecos de los troncos de los árboles.